# Gillholmen
Gillholmen är en ö i Torsby socken, Kungälvs kommun. Ön har en yta på 30 hektar.
Ett gravröse på ön visar att ön haft besök redan under bronsålder eller järnålder. Den första bofasta på ön som omtalas i dokument är dock en "hustru Karin" 1723. Andra gårdar höll då tydligen boskap på Gillholmen och underlydande holmar. Som mest fanns fem bofasta hushåll på holmen. Fiske har varit den främsta näringen men öborna har även ägnat sig åt jordbruk. Fram till 1949 fanns ännu två jordbruk kvar på ön, det sista lade ned på 1970-talet. Telefon drogs ut till ön 1948 och 1971 fick Gillholmen elektricitet. 2012 fanns sex fritidshus på ön.